# Getberget en Notholmen
Getberget en Notholmen (Zweeds: Getberget och Notholmen) is een småort in de gemeente Håbo in het landschap Uppland en de provincie Uppsala län in Zweden. Het småort heeft 67 inwoners (2005) en een oppervlakte van 15 hectare. Eigenlijk bestaat het småort uit twee plaatsen Getberget en Notholmen.